# Semifonte

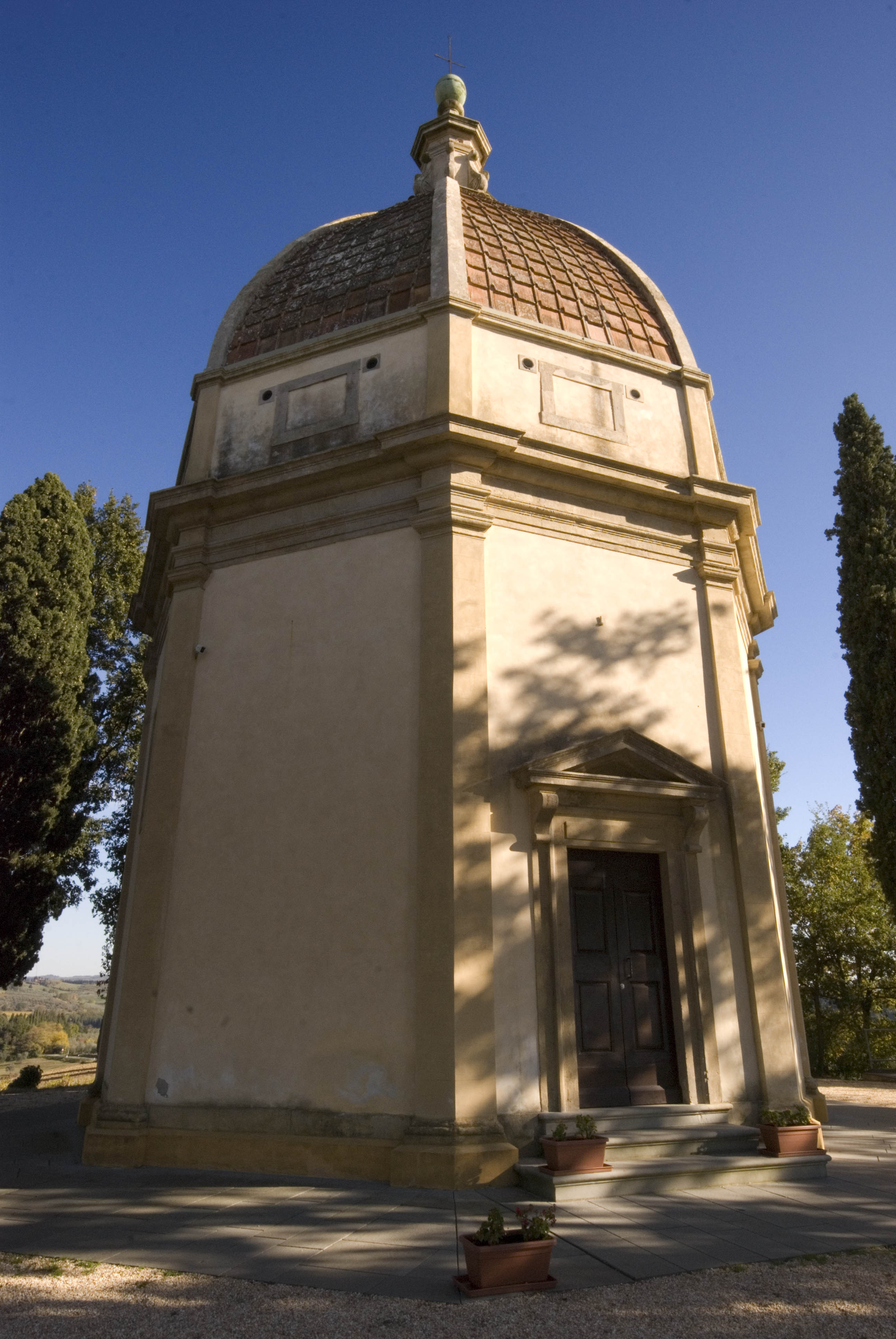
St. Michaels kapell i Semifonte.

Semifonte  var en befäst stad i Toscana, Italien, byggd under det sena 1100-talet och förstörd efter belägringen av Florens år 1202. Dess ruiner ligger idag inom den moderna kommunen Barberino Val d'Elsa nära Petrognano. Staden var belägen mitt emellan Florens och Siena, på en kulle med utsikt över Elsadalen och i skärningspunkten mellan de två huvudvägarna i området, Via Francigena och Via Chiantigiana, något som ledde till kontroll över handeln i Toscana. Denna dominerande ställning visade sig vara dess undergång.
Namnet kommer av Summos Fons som betyder vattenkälla på toppen av kulle. Den grundades ca 1177 av greve IV Alberto Alberti (benämnd: Conti di Prato). Mellan 1154 och 1174 kom emellertid kejsar Fredrik Barbarossa till nuvarande Norditalien för att kuva de fria städerna. Hela kampen stod emellan adeln och kejsaren.
Staden revs och efter rivningen, togs sten som transporterades till närliggande Barberino Val d'Elsa och användes från 1204 för att bygga murar som fortfarande står kvar. Idag står det bara kvar en byggnad, ett minneskapell. Dessutom finns delar av torn från den södra porten (Porta San Niccolò) och ett närliggande kapell.